# Ashoknagar (district)
Ashoknagar is een district van de Indiase staat Madhya Pradesh. Het district telt 688.920 inwoners (2001) en heeft een oppervlakte van 4674 km².
Hoofdstad: Bhopal
Districten: